# Rodolfo da Costa e Silva
Rodolfo Jose da Costa e Silva Junior, mais conhecido como Rodolfo Costa e Silva (Goiânia, 19 de novembro de 1957), é um Engenheiro Civil e político brasileiro, filiado ao Partido da Social Democracia Brasileira.

## Biografia
É Engenheiro Civil sanitarista pela Universidade Estadual do Rio de Janeiro e advogado pela Faculdade de Direito da USP. Nas eleições de 1998, elegeu-se deputado pela primeira vez, com 46.988 votos. Foi reeleito em 2002 com 81.576 votos. E pela ultima vez nas eleições de 2006 foi um dos 94 deputados estaduais escolhidos para a Assembleia Legislativa de São Paulo.